# Pablo Alfonso Jourdán Alvariza

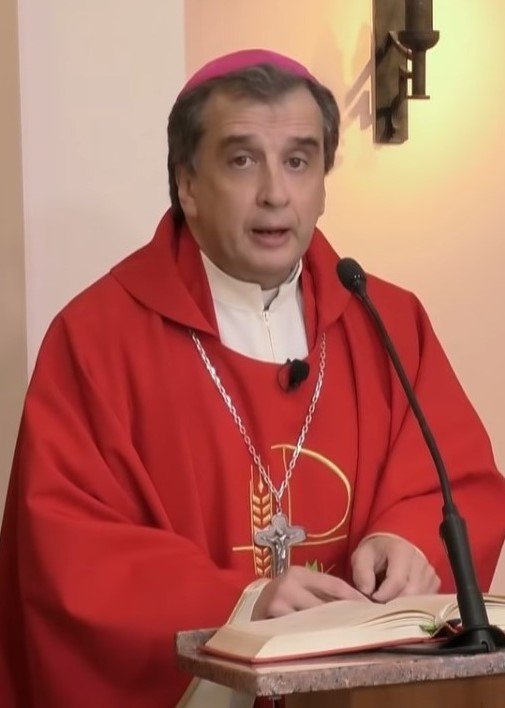
Pablo Alfonso Jourdán Alvariza, 2021

Pablo Alfonso Jourdán Alvariza (* 23. Januar 1964 in Montevideo) ist ein uruguayischer Geistlicher und römisch-katholischer Bischof von Melo.

## Leben
Pablo Alfonso Jourdán Alvariza besuchte das Colegio San José de Minas (1969–1974) und die Escuela 121 de Mariscala (1975) sowie später das Liceo de Mariscala (1976–1978), das Liceo Zorrilla de San Martín (1979), das Liceo Dámaso Antonio Larrañaga (1980) und das Colegio San Juan Bautista in Montevideo (1981). Anschließend studierte er zunächst Medizin und wurde am 8. Februar 1993 an der Universidad de la República zum Doktor der Medizin promoviert. Seine philosophisch-theologischen Studien an der Fakultät Mons. Mariano Soler in Montevideo schloss er am 23. März 1995 mit dem Baccalaureat ab und empfing am 5. November 1995 das Sakrament der Priesterweihe für das Bistum Minas.
Jourdán Alvariza war zunächst als Pfarrvikar an der Kathedrale Inmaculada Concepción in Minas tätig, bevor er 1997 Pfarrer in solidum der Pfarrei San Francisco de Asís in Lascano und Cebollatí wurde. 1999 wurde er für weiterführende Studien nach Spanien entsandt, wo er am 27. Mai 2001 an der Universität Navarra mit der Arbeit La contemplación en Edith Stein a la luz de Santa Teresa y San Juan de la Cruz („Kontemplation bei Edith Stein im Lichte der heiligen Teresa und des heiligen Johannes vom Kreuz“) das Lizenziat in den Fächern Moraltheologie und Spiritualität erwarb. Nach der Rückkehr in seine Heimat wurde Pablo Alfonso Jourdán Alvariza Pfarrer der Pfarrei San Nicolás de Bari in José Batlle y Ordóñez. Ab 2015 war er Pfarrer der Pfarrei San Carlos Borromeo in José Pedro Varela. Neben seinen Aufgaben in der Pfarrseelsorge war Jourdán Alvariza seit 2008 für die biblische Pastoral im Bistum Minas verantwortlich. Seit 2013 war er zudem Mitarbeiter am Zentrum für bibeltheologische Pastoral (CEBITEPAL) des Lateinamerikanischen Bischofsrates (CELAM).
Am 24. Juli 2018 ernannte ihn Papst Franziskus zum Titularbischof von Medianas Zabuniorum und zum Weihbischof in Montevideo. Der Erzbischof von Montevideo, Daniel Fernando Kardinal Sturla Berhouet SDB, spendete ihm am 30. September desselben Jahres in der Catedral Metropolitana de Montevideo die Bischofsweihe. Mitkonsekratoren waren der Bischof von Minas, Jaime Rafael Fuentes Martín, und der emeritierte Erzbischof von Montevideo, Nicolás Cotugno Fanizzi SDB. Sein Wahlspruch En el nombre del Padre y del Hijo y del Espíritu Santo („Im Namen des Vaters und des Sohnes und des Heiligen Geistes“) stammt aus Mt 28,19 . Als Weihbischof war Pablo Alfonso Jourdán Alvariza zudem Bischofsvikar für die Bildung und die soziale Pastoral im Erzbistum Montevideo.
Papst Franziskus bestellte ihn am 15. September 2021 zum Bischof von Melo. Die Amtseinführung erfolgte am 30. Oktober desselben Jahres.
In der Bischofskonferenz von Uruguay ist Pablo Alfonso Jourdán Alvariza Vorsitzender der Kommission für die biblische Pastoral. Ferner ist er seit 2019 stellvertretender Delegat beim Lateinamerikanischen Bischofsrat (CELAM).